# Landing Platform Dock

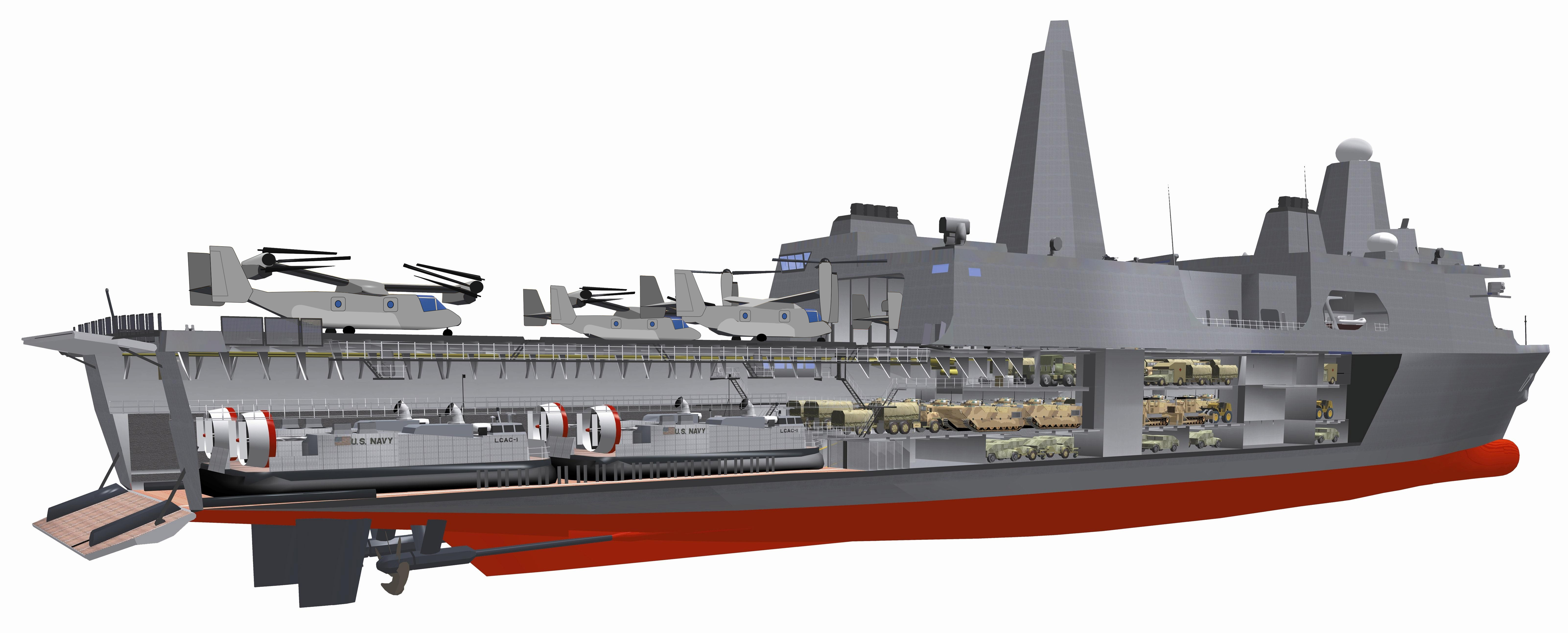
Internes de classe San Antonio

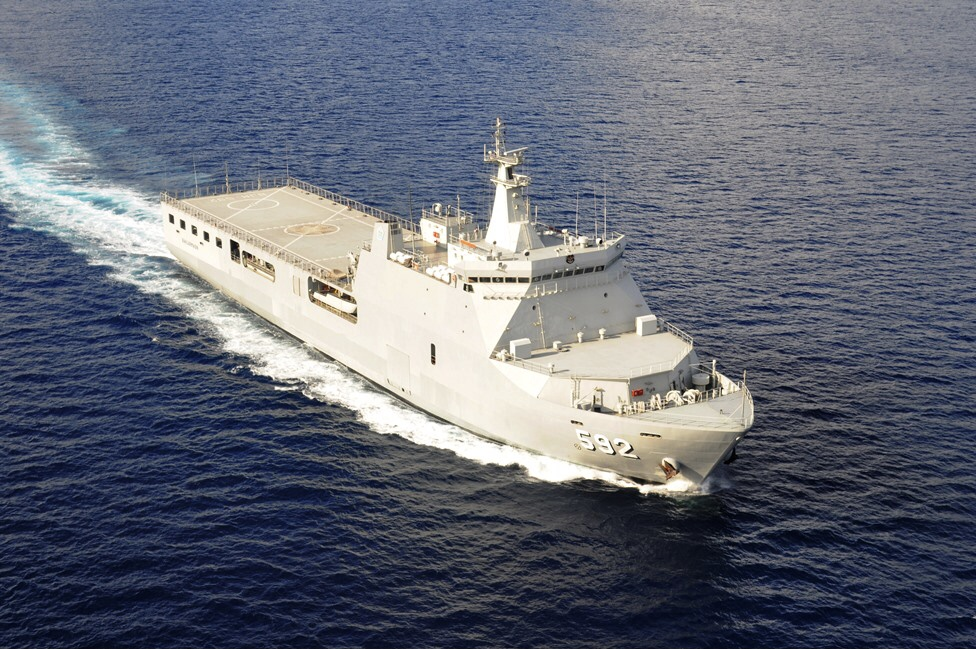
Le KRI Banjarmasin (592) de la marine indonésienne

Un Landing Platform Dock (LPD), également appelé Amphibious transport dock, en français transport de chalands de débarquement, est la désignation, selon la liste des codes des immatriculations des navires de l'US Navy, d'un bâtiment militaire de transport de chalands de débarquement ou plus simplement « navire de débarquement », comportant un radier immergeable, d'où peuvent débarquer des véhicules d'infanterie (chars de combat, véhicules de transport de troupes, véhicules du génie, véhicules amphibie, etc) stockés en hangar (dock).
Un LPD est souvent constitué d'un château massif à l'avant tandis que l'arrière est aménagé en  pont d'envol non continu d'où opèrent quelques hélicoptères de transport de troupes (fusiliers marins ou marines). Quelques TCD, comme les classes San Giorgio ou Osumi, disposent d'un pont d'envol continu, mais l'abensce d'ascenceur pour les aéronefs ne permet pas de les classer comme LHD.

## Classes de LPD

Le Galicia débarquant de l'aide humanitaire en Irak (10 avril 2003).

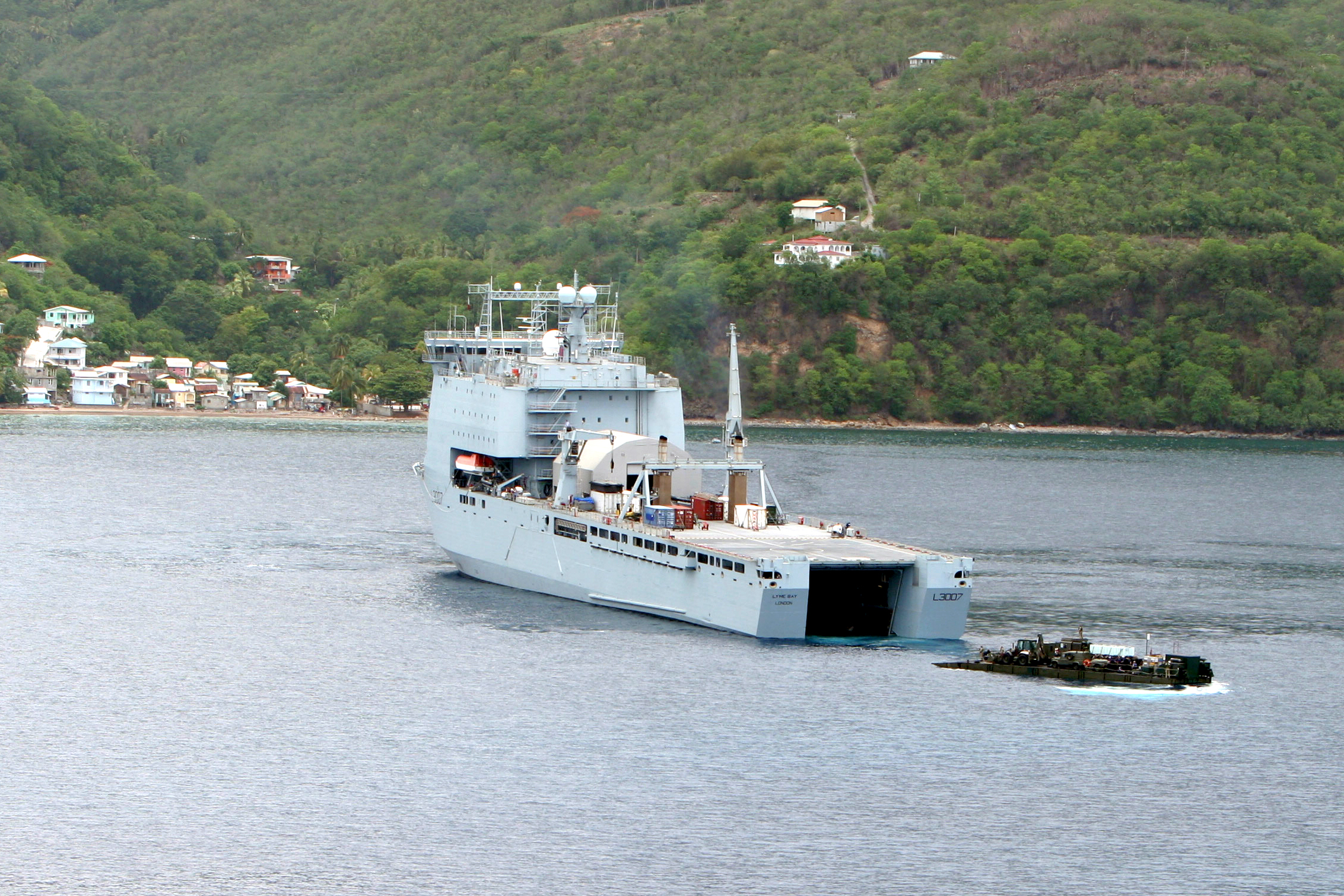
Classe Bay

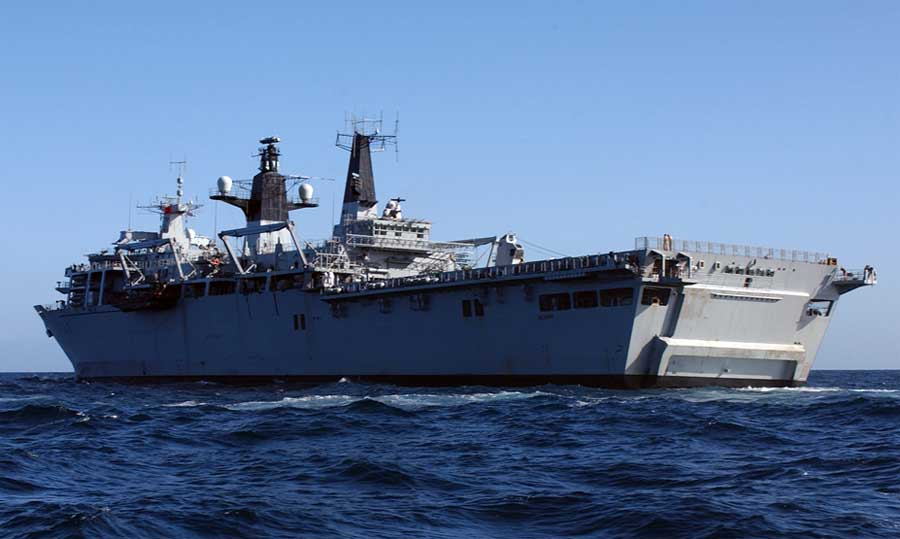
L' de classe Albion avec la porte de son radier bien visible.

### En service en 2008 ou à venir
- Australie
  - Classe Bay (1)
- Algérie
  - Kalaat Béni Abbès (1)[1] (classe San Giorgio)
- Birmanie
  - Classe Makassar (1)
- Brésil
  - Bahia (ex-TCD Siroco) (1)
- Chine
  - Classe Type-071 Yuzhao (3)
- Chili
  - Sargento Aldea (ex-TCD Foudre) (1)
- Espagne
  - Classe Galicia (2)
- États-Unis
  - Classe San Antonio (9)
- Inde
  - INS Jalashva (en) (ex-USS Trenton (en)) (1[2])
- Indonésie
  - Classe Makassar (4)
- Italie
  - Classe San Giorgio (3)
- Japon
  - Classe Osumi (3)
- Nouvelle-Zélande
  - HMNZS Canterbury (en) (1)
- Pays-Bas
  - Classe Rotterdam (2)
- Pérou
  - Classe Makassar (2)
- Philippines
  - Classe Tarlac (2)
- Qatar
  - Al Fulk (1) (classe San Giorgio)
- Royaume-Uni
  - Classe Albion (2)
  - Classe Bay (4)
- Singapour
  - Classe Endurance (4)
- Thaïlande
  - Classe Endurance (1)[3]
  - Classe Type-071 (1)
- Turquie
  - Classe Bayraktar (en) (2)

### Retirés du service
- États-Unis
  - Classe Austin (12)
  - Classe Trenton (2)
- France
  - Classe Foudre (2, vendus au Chili fin 2011 et au Brésil en 2015)